# Mengrai

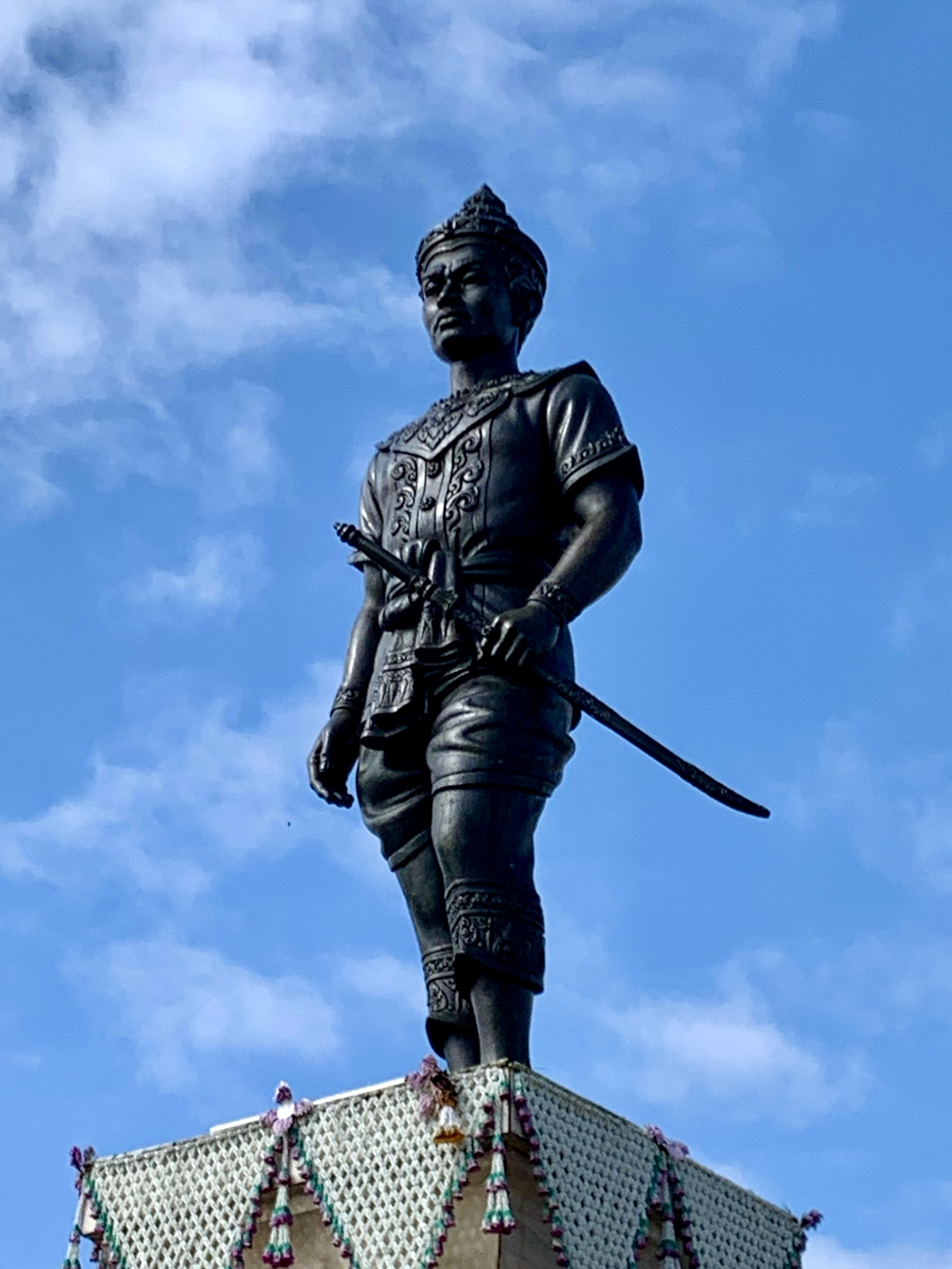
Monumento a Mengrai.

Mengrai o Mangrai (1239-1317) fue el fundador del reino Lanna en el norte de Tailandia.
Nacido en Chiang Saen, era hijo del gobernante local Lao Meng y la Princesa Ua Ming Chommuong, de la etnia dai, de Chiang Rung, Yunnan. En 1259 Mengrai sucedió a su padre. En 1262 fundó la ciudad de Chiang Rai como nueva capital. El reino creció rápidamente hacia el sur gracias a las alianzas militares y a la conquista de territorios vecinos. En 1281 derrotó al reino mon de Haripunchai, anexionándose Lamphun. En 1287 Mengrai firmó la paz con el Rey Ramkhamhaeng el Grande del reino Sukhothai, gobernante de Phayao. En 1296 cambió la capital a la nueva ciudad de Chiang Mai. Falleció en 1317.
- Datos: Q887732
- Multimedia: Mangrai / Q887732